# امورت (میزوری)
امورت، میسوری (به انگلیسی: Amoret, Missouri) یک شهر در ایالات متحده آمریکا است که در میزوری واقع شده‌است.

## خصوصیات
امورت ۰٫۵۴ کیلومترمربع مساحت و ۱۹۰ نفر جمعیت دارد و ۲۵۸ متر بالاتر از سطح دریا واقع شده‌است.